# Тайшаньский диалект
Тайша́ньский диале́кт (тайш. hɔi˨san˧wa˧˨˥) — диалект языка юэ, близкородственный кантонскому диалекту.
Распространён на юге Гуандуна, особенно много носителей в окрестностях города Тайшань. С середины до конца XIX века тайшаньский был самым распространённым китайским говором в среде китайских иммигрантов в Северную Америку, в США став на некоторое время лингва франка среди китайской диаспоры. Не имеет официального статуса ни в одном регионе.

## Название
Первые исследователи называли этот диалект «ллиньненьским» или синьнинским (кит. трад. 新寧). Синьнин был переименован в Тайшань в 1914 году, и с тех пор в лингвистических работах он называется «тайшаньским» (название основано на произношении на литературном языке путунхуа. Кроме того используются также названия «тойшаньский» (Почтовая служба США, Defense Language Institute и перепись населения США 2000 года; термины «тойшань», «тойсаньский» и «тойсаань» основаны на кантонском произношении и также часто встречаются в лингвистической и нелингвистической литературе; «хойсаньский» — термин, основанный на местном произношении; обычно в опубликованной литературе он не используется.
При англификации данные термины часто получают суффикс «-ese»: Taishanese, Toishanese, Toisanese. Среди них наиболее часто используются Taishanese и Taishan dialect. Термин Hoisanese редко используется в печатных изданиях, однако встречается в Интернете.
Другой термин для этого говора — «сыи́» (Siyi, Seiyap, Szeyap, Szeyup иер. 四邑, кант.-рус. сэйяп), который означает «четыре уезда» (в рамках более раннего территориального деления; под ними подразумевают Тайшань, Кайпин, Эньпин и Синьхуэй). В 1983 году в округ Цзянмэнь добавили пятый уезд, Хэшань, и термин «Сыи» в качестве обозначения региона стал анахронизмом.

## История
Тайшаньский диалект появился в окрестностях Тайшаня, представляет собой либо единый говор, либо группу близкородственных взаимопонятных наречий, распространённых в Сыи.
Большое количество тайшаньских иммигрантов путешествовали по всему миру, и с середины XIX по конец XX века Тайшань был главным источником китайских переселенцев в Северную Америку — около 1,3 миллиона иммигрантов имеют тайшаньские корни. До подписания закона об иммиграции 1965 года, который вызвал новые потоки иммигрантов, тайшаньский был доминирующим диалектом в американских и канадских чайна-таунах.
Тайшаньский до сих пор используется во многих китайских кварталах, в том числе в Сан-Франциско, в Окленде, Лос-Анджелесе, Манхэттене, Бостоне, Ванкувере, Торонто и Монреале пожилыми иммигрантами и их детьми, однако его активно вытесняет престижный кантонский диалект и путунхуа.

## Отношение к кантонскому
Тайшаньский — диалект языка юэ, как и кантонский, но носители кантонского с трудом понимают тайшаньцев. Фонетика тайшаньского очень похожа на кантонскую, так как они развились из общего предка. Как и в других диалектах юэ, тайшаньское произношение может сильно отличаться от кантонского, и, несмотря на то, что Тайшань находится всего в 97 км от Гуанчжоу, он отдалён от кантонского (гуанчжоуского диалекта) из-за множества рек, затруднявших сообщение между регионами. Так как кантонский является лингва франка в Гуандуне, почти все носители тайшаньского (а также чаошаньского, миньнаьского и хакка) его понимают, так же, как и путунхуа — единственный разрешённый язык обучения за пределами регионов национальных меньшинств.
Примером отличий между тайшаньским и кантонским является использование глухого альвеолярного латерального спиранта [ɬ]: иероглиф 三 (число «три») читается са:м1 по-кантонски и лха:м2 по-тайшаньски.

## Тоны
Тайшаньский — тоновый язык с пятью лексическими тонами, унаследованными от старокитайского. Тоны описываются как «высокий, средний, низкий, средний падающий и низкий падающий», по крайней мере в одном наречии тайшаньского предпоследний тон слился с последним. Тональные сандхи отсутствуют.
| Тон              | Контур тона        | Пример             | Изменённый тон               | Нотация Чжао | Тон в кантонском                       | Тон в кантонском                |
| Тон              | Контур тона        | Пример             | Изменённый тон               | Нотация Чжао | В открытых слогах и слогах с сонорными | В закрытых слогах на -p, -t, -k |
| ---------------- | ------------------ | ------------------ | ---------------------------- | ------------ | -------------------------------------- | ------------------------------- |
| высокий          | ˥ (55)             | hau˥ 口 (рот)      | -                            | -            | 2 (陰上)                               | 1 (上入)                        |
| средний          | ˧ (33)             | hau˧ 偷 (красть)   | средний восходящий           | ˧˥ (35)      | 1 (陰平), 3 (陰去)                     | 3 (中入)                        |
| низкий           | ˨ или ˩ (22 or 11) | hau˨ 頭 (голова)   | низкий восходящий            | ˨˥ (25)      | 4 (陽平)                               | —                               |
| средний падающий | ˧˩ (31)            | hau˧˩ 皓 (яркий)   | средний нисходяще-восходящий | ˧˨˥ (325)    | 6 (陽去)                               | 6 (陽入)                        |
| низкий падающий  | ˨˩ (21)            | hau˨˩ 厚 (толстый) | низкий нисходяще-восходящий  | ˨˩˥ (215)    | 5                                      | —                               |

В тайшаньском имеется четыре биньямных тона: средний и низкий восходящие, средний и низкий нисходяще-восходящие. Они появляются в результате некоторых морфологических процессов (например, при постановке местоимений во множественное число) и могут быть сочтены тональной морфемой (плавающим тоном), добавляемой к низкому, среднему, низкому и среднему падающим тонам. В конце восходящих тонов часто звук становится даже выше, чем в высоком тоне, что служит одним из аргументов за увеличение количества градаций высоты для тайшаньского. Биньямные тоны могут менять значение слова, и поэтому отличаются от сандхи, которые не меняют значений. Пример изменения — /tʃʰat˧˧/ 刷 (тереть, чистить) и /tʃʰat˨˩˥/ 刷 (щётка), 城 /siaŋ˨/ (город) и 城 /siaŋ˨˥/ (город Тайчэн), 月 /ŋut˧˩/ (месяц) и 月 /ŋut˧˨˥/ (луна).

## Письменность
Тайшаньский записывается китайскими иероглифами, на письме используются грамматика и лексика из путунхуа. У многих разговорных тайшаньских слов нет иероглифической записи, как не существует стандартной романизации данного говора.
Звук, который в международном фонетическом алфавите обозначен как [ɬ] также не имеет стандартной романизации; обычно используется либо диграф «lh» (по аналогии с тотонакскими, чикасавским и чоктавским), либо «hl» (как в коса и зулу), или «ll», как в валлийском. Существуют и другие варианты записи.
Нижеприведённая таблица содержит примеры местоимений множественного числа, которые в тайшаньском образовываются изменением тона в нём, кантонском и путунхуа.
| Значение | Тайшаньский     | Тайшаньский | Кантонский        | Путунхуа     |
| Значение | transliteration | МФА         | Кантонский        | Путунхуа     |
| -------- | --------------- | ----------- | ----------------- | ------------ |
| я (мы)   | ngoi (呆)       | [ŋɔɪ]       | ngo5 dei6 (我地)  | wǒmen (我们) |
| вы       | niek (聶)       | [nɪɛk]      | nei5 dei6 (你地)  | nǐmen (你们) |
| они      | kiek (劇)       | [kʰɪɛk]     | keoi5 dei6 (佢地) | tāmen (他们) |